# Dolerus nigratus
Dolerus nigratus är en stekelart som först beskrevs av Müller 1776.  Dolerus nigratus ingår i släktet Dolerus, och familjen bladsteklar. Arten är reproducerande i Sverige.